# Verjüngen

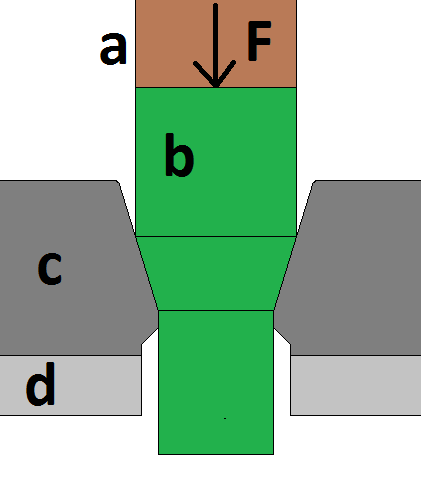
Verfahrensprinzip des Verjüngens:
a – Stempel
b – Werkstück
c – Matrize
d – Druckplatte

Das Verjüngen ist ein Fertigungsverfahren zur Verringerung von Querschnitten von massiven oder hohlen Werkstücken. Es hat vergleichsweise geringe Bedeutung und wird mit den wesentlich wichtigeren Verfahren des Fließpressens und Strangpressens zum Durchdrücken gezählt, das wiederum zum Druckumformen zählt. Angewendet wird das Verjüngen für die Herstellung von Stückgütern, insbesondere für Wellen von Getrieben oder für Radbefestigungsschrauben.
Beim Verjüngen werden Rohre oder Stangen als Rohteil verwendet und wie bei allen Verfahren des Durchdrückens durch ein hohles Werkzeug (Matrize) gedrückt, das im Falle des Verjüngens und Strangpressens die zu erzeugende Querschnittsform enthält. Beim Verjüngen werden die Rohteile vor der Öffnung der Matrize – im Gegensatz zu den Schwesterverfahren – nicht gestützt, weshalb es zum Knicken oder Beulen kommen kann, wenn die freie Länge zu groß ist. Wegen der fehlenden Abstützung kann das Verjüngen jedoch gut mit anderen Verfahren kombiniert werden.